# جمال فرانكلين
جمال فرانكلين (بالإنجليزية: Jamaal Franklin)‏ مواليد 21 يوليو 1991 في مورينو فالي، هو لاعب كرة سلة محترف أمريكي بدأ مسيرته الاحترافية في سنة 2013 حيث تم اختياره من قبل فريق ميمفيس غريزليس خلال الدرافت، يلعب مع فريق شانشي بريف دراجونز في الرابطة الصينية لكرة السلة ويحمل الرقم 11. يبلغ طوله 6 قدم 5 بوصة (2.0 م).

## فرق لعب لها
- ميمفيس غريزليس
- دنفر ناغتس
- شانشي بريف دراجونز

## إحصائيات المسيرة

### الموسم الاعتيادي
| السنة   | الفريق         | لعب | بدأ | دقيقة | ميداني% | ثلاثية | حرة   | ارتداد | صنع | استلاب | تصدي | نقطة |
| ------- | -------------- | --- | --- | ----- | ------- | ------ | ----- | ------ | --- | ------ | ---- | ---- |
| 2013–14 | ميمفيس غريزليس | 21  | 0   | 7.7   | .410    | .455   | 1.000 | 1.1    | .3  | .2     | .1   | 1.9  |
| 2014–15 | دنفر ناغتس     | 3   | 0   | 4.4   | .500    | .500   | .000  | .7     | 1.0 | .0     | .3   | 1.0  |
| المسيرة |                | 24  | 0   | 7.3   | .415    | .462   | 1.000 | 1.0    | .4  | .2     | .1   | 1.8  |

### التصفيات
| السنة   | الفريق         | لعب | بدأ | دقيقة | ميداني% | ثلاثية | حرة  | ارتداد | صنع | استلاب | تصدي | نقطة |
| ------- | -------------- | --- | --- | ----- | ------- | ------ | ---- | ------ | --- | ------ | ---- | ---- |
| 2014    | ميمفيس غريزليس | 2   | 0   | 2.0   | .000    | .000   | .500 | .5     | .0  | .0     | .0   | .5   |
| المسيرة |                | 2   | 0   | 2.0   | .000    | .000   | .500 | .5     | .0  | .0     | .0   | .5   |

## روابط خارجية
- جمال فرانكلين على موقع إن بي أي (الإنجليزية)
- جمال فرانكلين على موقع سبورتس رفرنس (الإنجليزية)
- جمال فرانكلين على موقع كرة السلة الأوروبية.كوم (الإنجليزية)
- جمال فرانكلين على موقع إي إس بي إن.كوم (الإنجليزية)
- جمال فرانكلين على موقع كلية كرة السلة في سبورتس رفرنس.كوم (الإنجليزية)
- جمال فرانكلين على موقع ريلجم (الإنجليزية)
- جمال فرانكلين على موقع بروبوليرز (الإنجليزية)
- جمال فرانكلين على موقع سبورتس رفرنس (الإنجليزية)
- جمال فرانكلين على موقع سبورتس رفرنس (الإنجليزية)